# Precesión lunar

Lunasticio: cada 18,6 años, el rango de declinación de la Luna alcanza un máximo o un mínimo.

Precesión lunar es un término utilizado para tres movimientos de precesión diferentes relativos a la Luna. En primer lugar, puede referirse al cambio de orientación del eje de rotación lunar con respecto a un plano de referencia, siguiendo las reglas normales de precesión que siguen los objetos giratorios. Adicionalmente, puede referirse a alguno de los otros dos tipos importantes de movimiento de precesión que sufre la órbita de la Luna: apsidal y nodal.

## Precesión axial
La precesión axial es la que sufre el eje de rotación de la Luna. Pero dado que la inclinación axial de la Luna es de solo 1,5° con respecto a la eclíptica, esta precesión es pequeña. Una vez cada 18,6 años, el polo norte lunar describe un pequeño círculo alrededor de un punto en la constelación de Draco, mientras que el polo sur lunar describe un pequeño círculo alrededor de un punto en la constelación de Dorado. Al igual que la Tierra, la precesión axial de la Luna es hacia el oeste, mientras que la precesión apsidal está en la misma dirección que la rotación (es decir que la precesión apsidal es hacia el este).

## Precesión apsidal

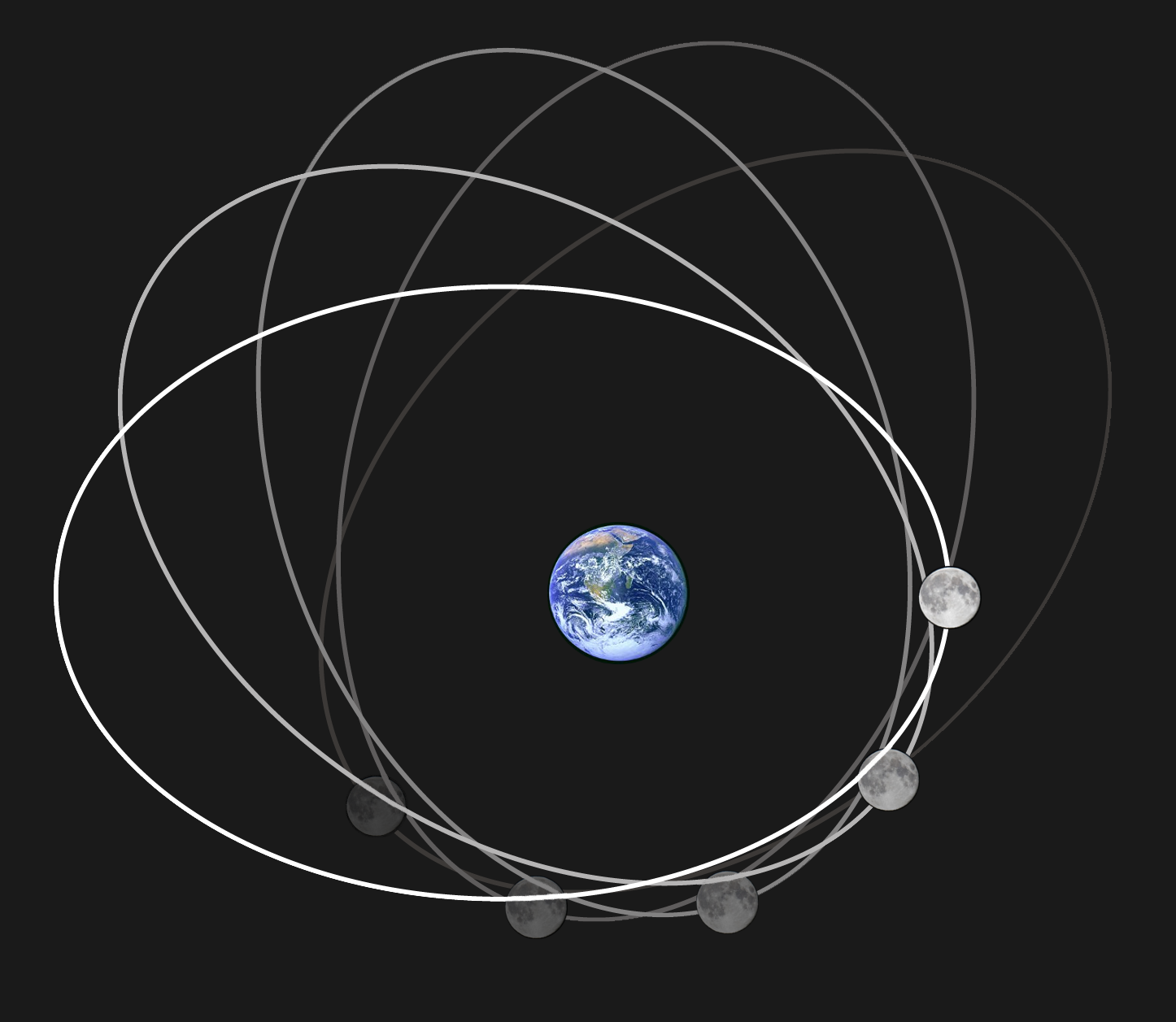
La precesión apsidal ocurre cuando la dirección del semieje mayor de la órbita elíptica de la Luna gira, una vez cada 8,85 años, en la misma dirección que la rotación de la propia Luna. Esta imagen muestra el polo sur geográfico de la Tierra y la órbita de la Luna que va girando con el tiempo (la órbita de la Luna está muy exagerada en forma de elipse con respecto de su forma real, casi circular, para hacer evidente la precesión).

La precesión apsidal es la del eje mayor de la órbita elíptica de la Luna (la línea de los ápsides desde el perigeo hasta el apogeo), que realiza una precesión hacia el este de 360° en aproximadamente 8,85 años. Esta es la razón por la que un mes anómalo (el período en que la Luna se mueve del perigeo al apogeo, y nuevamente al perigeo) es más largo que el mes sideral (el período que tarda la Luna en completar una órbita con respecto a las estrellas fijas). 
Esta precesión completa una rotación al mismo tiempo que el número de meses siderales excede el número de meses anómalos en exactamente uno, después de unos 3.233 días (8,85 años).

## Precesión nodal

Los nodos lunares son los puntos donde la órbita de la Luna cruza la eclíptica.

La precesión nodal es la del plano de la órbita de la Luna. El período de la precesión del los nodos lunares se define como el tiempo que tarda el nodo ascendente en moverse 360° en relación con el equinoccio de primavera (equinoccio de otoño en el hemisferio sur). Tiene alrededor de 18,6 años y la dirección del movimiento es hacia el oeste, es decir, en la dirección opuesta a la órbita de la Tierra alrededor del Sol si se ve desde el polo celeste norte. Ésta es la razón por la que un mes dracónico o período nodal (el período que tarda la Luna en volver al mismo nodo de su órbita) es más corto que el mes sideral. Después de un período de precesión nodal, la cantidad de meses dracónicos excede la cantidad de meses siderales en exactamente uno. Este período es de unos 6.793 días (18,60 años).
Como resultado de esta precesión nodal, el tiempo que tarda el Sol en volver al mismo nodo lunar, el año de eclipse, es unos 18,6377 días más corto que el año sidéreo. El número de órbitas solares (años) durante un período de precesión nodal lunar es igual al período de la órbita (un año) dividido por esta diferencia, menos uno: 365.242218.6377 − 1.
El ciclo de precesión afecta a las alturas de las mareas. Durante la mitad del ciclo las pleamares y bajamares son menos extremas, mientras que en la otra mitad se amplifican: las pleamares son superiores a la media y las bajamares inferiores a la media.